# Gargara lodhranensis
Gargara lodhranensis är en insektsart som beskrevs av Mohammad och S. Ahmad 1993. Gargara lodhranensis ingår i släktet Gargara och familjen hornstritar. Inga underarter finns listade i Catalogue of Life.